# Странники в ночи (фильм)
«Странники в ночи» (англ. Strangers in the Night) — фильм нуар режиссёра Энтони Манна, вышедший на экраны в 1944 году.
Фильм рассказывает о сержанте морской пехоты Джонни Мэдоузе (Уильям Терри), который после ранения на фронте приезжает в американский городок к девушке по имени Розмари, с которой состоял в переписке. Его встречает мать девушки Хильда Блейк (Хелен Тимиг), демонстрирующая ему её портрет. Однако самой Розмари дома нет, и через несколько дней как у самого Джонни, так и у его знакомой, только что прибывшего местного врача Лесли Росс (Вирджиния Грей), возникают подозрения в том, что в доме Хильды что-то не так, и они начинают собственное расследование.
В жанровом плане фильм сочетает черты фильма нуар и психологического и готического фильма ужасов, напоминая такие картины, как «Ребекка» (1940), «Меня зовут Джулия Росс» (1945), а также фильмы ужасов Вэла Льютона 1942—1945 годов.
Фильм не имеет никакого отношения к популярной песне Фрэнка Синатры «Strangers in The Night», которая была выпущена в 1966 году.

## Сюжет
Во время Второй мировой войны на одном из южных тихоокеанских островов сержант морской пехоты Джонни Мэдоуз (Уильям Терри) получает серьёзное и мучительное ранение в спину. Он проходит длительный курс восстановления в госпитале, где читает поступившую через Красный Крест книгу стихов «Шропширский парень» А. Э. Хаусмана. На обложке книги написано имя дарителя — Розмари Блейк и её адрес в калифорнийском прибрежном городке Монтефлорес. Джонни вступает с ней в переписку, которая постепенно приобретает романтический характер, и после увольнения сержант решает отправиться прямо к ней. В вагоне-ресторане поезда к нему за столик случайно подсаживается молодая красивая женщина с книгой «Шропширский парень», и на мгновение у Джонни возникает мысль, что это и есть Розмари. Однако женщина говорит, что её зовут доктор Лесли Росс (Вирджиния Грей), и она направляется в Монтефлорес, чтобы занять освободившееся там место городского врача. В момент их разговора локомотив и несколько первых вагонов поезда сходят с рельсов, в результате чего многие пассажиры получают травмы различной степени тяжести. Не долго думая, Лесли как врач начинает помогать пострадавшим, а Джонни ассистирует ей на приёме и осмотре больных. После приезда врачей скорой помощи уставшие Лесли и Джонни добираются на такси до ближайшей гостиницы, а следующим утром отправляются в Монтефлорес.
Добравшись до места, Лесли отправляется в свой новый офис и готовится к началу врачебной практики, а Джонни на такси едет к большому дому на высокой скале, где живёт Розмари. Дверь ему открывает взволнованная, запуганная Айви Миллер (Эдит Барретт), которая представляется как домработница и компаньонка миссис Блейк. Она провожает Джонни в гостиную, где его встречает любезная на вид Хильда Блейк (Хелен Тимиг), пожилая хромая женщина с длинным костылём под мышкой, которая представляется как мать Розмари. Она угощает Джонни чаем и говорит, что Розмари в отъезде и скоро вернётся. Она подробно расспрашивает, какое впечатление на Джонни произвели письма Розмари, и рада слышать, что они в буквальном смысле спасли ему жизнь. Однако Розмари ни разу не присылала ему своей фотографии. Чтобы показать ему свою дочь, Хильда проводит Джонни в соседнюю комнату, где висит огромный портрет молодой красивой девушки. От травм, волнения и, возможно, тяжёлого путешествия Джонни прямо перед портретом теряет сознание, и его укладывают на кушетку, а Хильда предлагает ему остаться в доме до возвращения Розмари. Она вызывает Лесли для осмотра Джонни, которая говорит, что ему просто нужно хорошо отдохнуть. Перед самым отъездом Лесли к ней незаметно подходит Айви и договаривается с ней о встрече. На следующий день взволнованная Айви приходит в медицинский кабинет Лесли, и говорит, что ей надо сообщить кое-что важное о Розмари. Не в силах выговорить, что её беспокоит, она в итоге жалуется на плохой сон, и Лесли выписывает ей лекарство, которое укрепит её психическое состояние. Айви снова пытается что-то сказать, однако звонок от Хильды, разыскивающей свою экономку, прерывает их разговор, и Айви исчезает. Два дня спустя окрепший Джонни прогуливается по гостиной, внимательно рассматривая портрет Розмари, а затем спрашивает у Айви, когда же приедет Розмари, так как Хильда ему ничего не говорит. Однако экономка просит выяснить это у Хильды, так же как и то, кто написал портрет Розмари. Джонни говорит, что до службы в армии учился в художественной школе в Сан-Франциско, и манера письма автора портрета кажется ему знакомой. Джонни снова обращается к Хильде с вопросом о времени возвращения Розмари. Пожилая женщина обещает ему, что скоро он её увидит, а там временем показывает сержанту дорого обставленную девичью комнату Розмари и её гардероб. Однако Джонни не нравится осматривать комнату Розмари в её отсутствие, и он уходит. Джонни отправляется на прогулку в город для встречи с Лесли. Узнав об этом, Хильда берёт машину и едет следом. В медицинском кабинете, пока Лесли осматривает спину Джонни, он говорит, что его беспокоит происходящее в доме миссис Блейк. Джонни подозревает, что с Розмари что-то не в порядке. Затем он вдруг вспоминает, что портрет Розмари скорее всего написал Пол Арнхайм, вместе с которым он до войны учился в художественной школе. Джонни решает съездить в Сан-Франциско и выяснить у художника всё, что тот знает о Розмари. В этот момент подъехавшая Хильда приоткрывает дверь во врачебный кабинет и слышит, как Джонни говорит, что любит не Розмари, а Лесли. Вернувшись домой, Хильда собирается написать письмо в Медицинскую ассоциацию с тем, чтобы опорочить имя Лесли как врача, говоря Айви, что не позволит никому встать между Джонни и Розмари. Вечером Айви пишет письмо Лесли, сообщая, что Хильда очень серьёзно больна. Однако Хильда видит, как экономка кладёт письмо в почтовый ящик и вынимает его.
На следующий день Лесли звонит Айви, чтобы справиться о её здоровье, однако из разговора становится понятно, что она ничего не знает о письме. Услышавшая разговор Хильда говорит экономке, что не позволит никому разрушить помолвку Джонни и Розмари, а на попытку Айви возразить, что «рано или поздно все узнают, и ничто это не остановит», Хильда достаёт из кармана письмо Айви и рвёт у неё на глазах. Айви уходит в свою комнату, чтобы успокоиться и попробовать заснуть. Услышав стук в дверь, она ложится в кровать. Входит Хильда со стаканом молока в руке. Отпив на глазах Айви из стакана глоток, она затем незаметно добавляет в молоко яд и заставляет Айви выпить стакан до дна. Засыпая, Айви бормочет «они всё равно узнают», а Хильда тем временем прячет флакон с ядом и ставит на столик Айви предварительно опустошённый пузырёк от веронала с рецептом Лесли. Несколько минут спустя в дверь звонит Лесли, сообщая, что Джонни ей назначил встречу в доме, а сам должен в ближайшее время вернуться из Сан-Франциско. Наедине Лесли спрашивает у Хильды, является ли Розмари её родной дочерью, так как с физиологической точки зрения Хильда вряд ли смогла бы выносить ребёнка. В этот момент входит Джонни со словами «Розмари никогда не вернётся, так как она не существует». Он поясняет, что Хильда заплатила Полу Арнхайму тысячу долларов за то, чтобы тот написал портрет воображаемой девушки, художник сказал это ему лично в Сан-Франциско. Под давлением фактов Хильда сознаётся, что не могла иметь детей и придумала Розмари, чтобы справиться с одиночеством, так как её мечтой было иметь дочь. Ей приходилось обманывать, изворачиваться, переезжать из города в город как только её фантазия о дочери оказывалась на грани разоблачения. А затем пришло письмо от Джонни, которое позволило ей ощутить радость материнства и чувство того, что её дочь кто-то любит. И когда, приехав, Джонни сказал, что по переписке полюбил её, это был самый счастливый момент в её жизни. Хильда просит у них прощения за этот обман, а Джонни говорит, что они с Лесли собираются пожениться. Хильда предлагает это отпраздновать и достаёт бутылку вина. Наполнив бокалы, Джонни решает пригласить и Айви даже несмотря на то, что, по словам Хильды, она себя плохо чувствует и легла спать. Поднявшись наверх, он криком зовёт Лесли, после чего они немедленно вызывают скорую помощь. В ожидании врачей Лесли говорит, что уже слишком поздно, и она уже не может ничем помочь Айви. Хильда обвиняет Лесли в том, что это она выписала веранол, от передозировки которого и умерла Айви. Она говорит: «Ты не только встала между Розмари и Джонни, но и убила моего единственного друга в этом мире». Однако Лесли отвечает, что либо Айви покончила жизнь самоубийством, либо её убили. Она поясняет, что то лекарство, которое она прописала Айви, было очень слабым, весь пузырёк едва ли способен убить даже муху. Айви требовались не столько лекарство, сколько психиатрическое лечение, которое Лесли дала ей под видом лекарства. Тогда Хильда утверждает, что Айви покончила жизнь самоубийством, просто Хильда хотела скрыть этот факт от окружающих. В доказательство своих слов она говорит, что Айви оставила ей письмо. На просьбу Лесли и Джонни показать его, Хильда закрывает пару в гостиной и уходит за письмом. На самом деле она берёт мину-ловушку и прикрепляет её к машине Лесли у подъезда. Вернувшись в гостиную, Хильда заявляет, что решила не показывать им письмо, и быстро выпроваживает их из дома. Лесли и Джонни подходят к машине, которая оказывается заперта. Джонни обходит её вокруг, и зацепившись за натянутый шнур от мины, падает и едва не срывается со скалы. Лесли помогает ему выбраться. Они замечают мину-ловушку и понимают, что Хильда пыталась их убить. Когда Хильда в комнате слышит крики Джонни и Лесли, она говорит портрету Розмари, что теперь им никто не помешает. Хильда звонит в полицию и сообщает о несчастном случае. В этот момент в комнату входят Джонни и Лесли, разоблачая её план. Хильда обращается с мольбой о помощи к портрету, который срывается со стены и убивает её.

## В ролях
- Уильям Терри — сержант Джонни Мэдоуз
- Вирджиния Грей — доктор Лесли Росс
- Хелен Тимиг — миссис Хильда Блейк
- Эдит Барретт — Айви Миллер
- Энн О’Нил — медсестра Томпсон
- Линда Стирлинг — Розмари на портрете (в титрах не указана)

## Создатели фильма и исполнители главных ролей
Как замечает кинокритик Джеффри Андерсон, «не было такого второго режиссёра в Голливуде, который сделал бы настолько экстремальную карьерную дугу, достигшую своей кульминации в дорогостоящих, колоссальных по масштабам эпических картинах начала 1960-х годов, таких как „Эль Сид“ (1961) и „Падение римской империи“ (1964), но который начинал с самых нищенских фильмов категории В в 1940-е годы. Данный фильм относится к последней категории». Он был сделан ещё до того, как Манн начал сотрудничество с выдающимся оператором Джоном Олтоном, вместе с которым поставил такие визуально увлекательные фильмы нуар, как «Агенты казначейства» (1947), «Он бродил по ночам» (1948), «Грязная сделка» (1948), «Инцидент на границе» (1949) и другие, а позднее прославился вестернами с Джимми Стюартом «Винчестер 73» (1950), «Излучина реки» (1952), «Обнажённая шпора» (1953) и «Человек из Ларами» (1955).
Сценарист фильма Филип Макдональд работал над такими признанными психологическими фильмами ужасов, как «Ребекка» (1940) и «Похититель тел» (1945), а также над фильмами нуар «Тёмное прошлое» (1948), «Человек, который обманул себя» (1950) и «Круг опасности» (1951).
«Лучшей актрисой этого фильма», по мнению Эриксона, является «замечательная Эдит Барретт, которая перед этим сыграла значимые роли в психологических фильмах ужасов Вэла Льютона „Я гуляла с зомби“ (1943) и „Корабль-призрак“ (1943)», мелодрамах «Женщины на пенсии» (1941), «Джейн Эйр» (1943), «Песня Бернадетт» (1943), а позднее — в фильмах нуар «Безжалостный» (1948) и «Леди играет в азартные игры» (1949).
Вирджиния Грей с 1930-х годов играла роли второго плана в таких картинах студии «Метро-Голдвин-Майер», как комедия «Восторг идиота» (1939), криминальные комедии «Другой тонкий человек» (1939) и «Свист в темноте» (1941). В 1944 году Грэй только начинала играть главные роли в фильмах киностудий второго эшелона. Как отмечает Эриксон, «красавица Грэй демонстрировала очарование и ум в нуаровых триллерах „Угроза“ (1949), „Шоссе 301“ (1950), „Преступление страсти“ (1957)» и «Обнажённый поцелуй» (1964), а также в вестернах, фантастических фильмах и фильмах ужасов, однако они в основном «так и не достигли широкого признания»
Эриксон пишет, что до прихода нацистов к власти в Германии Хелен Тимиг была звездой немецкого театра, затем вместе с мужем, режиссёром Максом Рейнхардтом уехала сначала в Вену, а в 1937 году — в Америку, где сыграла в нескольких значимых военных фильмах. После смерти Рейнхардта в 1943 году она некоторое время продолжала работать в США, сыграв в фильме ужасов Вэла Льютона «Остров мёртвых» (1945), а также в картинах «Плащ и кинжал» (1946) Фритца Ланга, «Медальон» (1946) Джона Брама и «Решение до рассвета» (1951) Анатоля Литвака, после чего вернулась в Европу.

## Оценка фильма критикой
Историк кино Спенсер Селби назвал фильм «мрачной низкобюджетной мелодрамой с несколькими сюжетными и стилевыми моментами раннего нуара», а кинокритик Деннис Шварц охарактеризовал его как «малый фильм нуар» и «мощное по силе воздействия исследование безумия, рассказывающее необычную историю одиночества»
Историк и критик кино Гленн Эриксон отметил, что «это пятый фильм Энтони Манна и его первый, который, по крайней мере, частично можно определить как нуар». По времени производства, сюжету и финансированию фильм близок таким картинам, как «Меня зовут Джулия Росс» (1945) Джозефа Льюиса и «Когда незнакомцы женятся» (1944) Уильяма Касла, однако вряд ли дотягивает до них по художественному уровню. Кроме того, «очевидны его параллели с психологическими хоррорами Вэла Льютона». «По сегодняшним понятиям, фильм является хорошо знакомой историей с неожиданным сюжетным поворотом, который можно разгадать почти с самого начала», так как все «его многочисленные загадки необыкновенно прозрачны». Андерсон считает, что «Манн, наверное, не многое мог сделать в этом фильме, а некоторые сцены с экшном смотрятся довольно смешно, тем не менее режиссёру удаётся создать определённый саспенс с помощью искусной, энергичной постановки сцен».